# Reprezentacja Polski B w piłce siatkowej kobiet
Reprezentacja Polski w piłce siatkowej kobiet kadra B – drugi żeński zespół siatkarski w kraju, powoływany przez selekcjonera, w którym występować mogą wszystkie zawodniczki posiadające obywatelstwo polskie, niezależnie od wieku, narodowości czy wyznania. Za jej funkcjonowanie odpowiedzialny jest Polski Związek Piłki Siatkowej (PZPS).
Kadra B została utworzona w 2005 roku. Od 2016 roku trenerem reprezentacji B jest Waldemar Kawka.

## Uniwersjada
| \| Rok \| M \| W \| P \| Sety \| Miejsce \| \| ------ \| -- \| -- \| - \| ----- \| ------- \| \| 2013 \| 6 \| 3 \| 3 \| 11:10 \| 4. \| \| 2011 \| 6 \| 5 \| 1 \| 15:5 \| 5.[1] \| \| 2009 \| 6 \| 5 \| 1 \| 15:6 \| 3.[2] \| \| 2007 \| 6 \| 5 \| 1 \| 17:4 \| 1. \| \| 2005 \| 7 \| 6 \| 1 \| 18:7 \| 2. \| \| Bilans \| 31 \| 24 \| 7 \| 76:32 \| \| |    | 2005: Marta Pluta, Anna Woźniakowska, Natalia Bamber, Izabela Żebrowska, Katarzyna Sielicka, Dominika Koczorowska, Mariola Wojtowicz, Katarzyna Biel, Magdalena Godos, Karolina Kosek, Aleksandra Liniarska. 2007: Mariola Wojtowicz, Joanna Staniucha-Szczurek, Aleksandra Liniarska, Anita Chojnacka, Dominika Koczorowska, Magdalena Godos, Katarzyna Wysocka, Dorota Ściurka, Berenika Tomsia, Monika Naczk, Dominika Kuczyńska, Marta Haładyn. 2009: Zuzanna Efimienko, Marta Haładyn, Anna Kaczmar, Klaudia Kaczorowska, Dominika Koczorowska, Karolina Kosek, Paulina Maj, Berenika Okuniewska, Ewelina Sieczka, Krystyna Tkaczewska, Katarzyna Wellna, Katarzyna Zaroślińska. 2011: Monika Naczk, Aleksandra Trojan, Natalia Nuszel, Kinga Zielińska, Magdalena Piątek, Katarzyna Jóźwicka, Agata Durajczyk, Dorota Wilk, Izabela Kożon, Krystyna Strasz, Marta Haładyn, Elżbieta Skowrońska. 2013: Anna Grejman, Marta Szymańska, Natalia Kurnikowska, Ewa Śliwińska, Justyna Łukasik, Dorota Wilk, Katarzyna Połeć, Dorota Medyńska, Tamara Kaliszuk, Justyna Raczyńska, Agata Durajczyk, Aleksandra Sikorska. |   |       |         |
| Rok | M  | W | P | Sety  | Miejsce |
| 2013 | 6  | 3 | 3 | 11:10 | 4.      |
| 2011 | 6  | 5 | 1 | 15:5  | 5.      |
| 2009 | 6  | 5 | 1 | 15:6  | 3.      |
| 2007 | 6  | 5 | 1 | 17:4  | 1.      |
| 2005 | 7  | 6 | 1 | 18:7  | 2.      |
| Bilans | 31 | 24 | 7 | 76:32 |         |

### Trenerzy
| Imię i nazwisko | Okres pełnienia funkcji | Okres pełnienia funkcji |
| --------------- | ----------------------- | ----------------------- |
| Rafał Błaszczyk | 2005                    | 2013                    |
| Wiesław Popik   | od 2013                 |                         |

## Aktualna kadra
Lista zawodniczek, powołanych na Uniwersjadę w 2013 roku
| Nr | Zawodniczka         | Data urodzenia   | Wzrost | Waga | Klub                       | Pozycja      |
| -- | ------------------- | ---------------- | ------ | ---- | -------------------------- | ------------ |
| 2  | Anna Grejman        | 8 czerwca 1993   | 183    | 70   | Chemik Police              | przyjmująca  |
| 3  | Marta Szymańska     | 26 lutego 1986   | 178    | 62   | BKS Aluprof Bielsko-Biała  | rozgrywająca |
| 4  | Natalia Kurnikowska | 13 stycznia 1992 | 185    | 73   | Muszynianka Muszyna        | przyjmująca  |
| 5  | Ewa Śliwińska       | 27 kwietnia 1993 | 182    | 66   | KS DevelopRes Rzeszów      | przyjmująca  |
| 7  | Justyna Łukasik     | 27 stycznia 1993 | 187    | 77   | Atom Trefl Sopot           | środkowa     |
| 8  | Dorota Wilk         | 28 kwietnia 1988 | 178    | 68   | BKS Aluprof Bielsko-Biała  | rozgrywająca |
| 10 | Katarzyna Połeć     | 13 lutego 1989   | 191    | 75   | KS Pałac Bydgoszcz         | środkowa     |
| 11 | Dorota Medyńska     | 25 kwietnia 1993 | 170    | 61   | Impel Wrocław              | libero       |
| 14 | Tamara Kaliszuk     | 20 marca 1990    | 180    | 76   | KS Pałac Bydgoszcz         | atakująca    |
| 15 | Justyna Raczyńska   | 12 września 1987 | 180    | 72   | Chemik Police              | przyjmująca  |
| 16 | Agata Durajczyk     | 19 sierpnia 1989 | 170    | 63   | Beef Master Budowlani Łódź | libero       |
| 18 | Aleksandra Sikorska | 28 kwietnia 1993 | 186    | 67   | Beef Master Budowlani Łódź | środkowa     |